# Толедские виллы
«Толедские виллы» (исп. Cigarrales de Toledo) — сборник произведений испанского писателя Тирсо де Молины, опубликованный в 1621 году. Стал его первой книгой.
По своей структуре «Толедские виллы» восходят к «Декамерону» Боккаччо. 10 дам и кавалеров, разъезжающих по виллам в окрестностях Толедо, в течение 10 дней развлекают друг друга рассказами. Основная повесть, написанная в изысканном стиле, перемежается с этими рассказами (более простыми по изложению), к этому добавляются множество стихотворений, три комедии (в том числе «Стыдливый во дворце», «Благоразумный ревнивец») и одна поэма. Тирсо написал о пяти днях и обещал выпустить вторую книгу, но не сдержал обещание.